# Дуб Лазаря Глоби

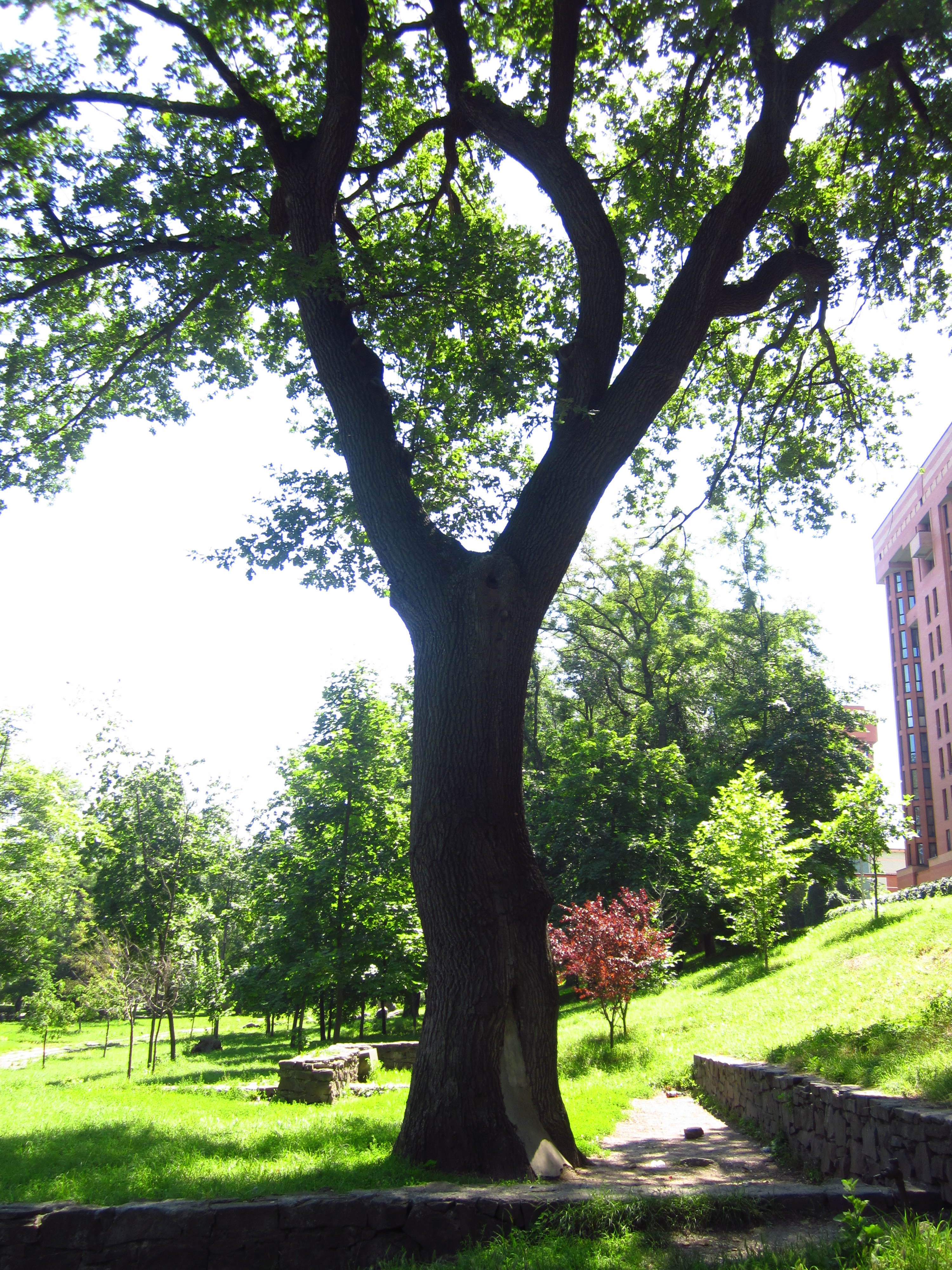
Дуб Лазаря Глоби в парку імені Лазаря Глоби (м. Дніпро)

Дуб Ла́заря Гло́би — віковічне дерево дуба звичайного (Quercus robur L.), яке росте у місті Дніпро у південно-східній частині парка-пам'ятки садово-паркового мистецтва "Парк імені Лазаря Глоби". 
Дуб має в обхваті 440 см, його вік перевищує 200 років. Біля основи стовбура є велика відкрита порожнина. Для призупинення руйнування деревини всередині дупла волонтери міста неодноразово проводили захисні заходи та протигрибкову обробку (остання у 2020 р.). Попри ушкодження стовбура, дерево перебуває в задовільному стані, має добре розвинену крону. Є найстарішим та найбільшим дубом міста Дніпро. 
Біля дуба встановлено пам'ятник першому садівнику і захиснику дерев міста, осавулу Війська Запорізького, засновнику однойменного парку Лазарю Глобі, неподалік також розташована його могила. Дуб має особливе природоохоронне та меморіальне значення, є одним з найважливіших культурологічних маркерів міста Дніпро, і є перспективною ботанічною пам'яткою природи.